# Redeemer of Souls (canción)
«Redeemer of Souls» es una canción de la banda británica de heavy metal Judas Priest, incluida como la segunda pista del álbum homónimo de 2014. El 28 de abril del mismo año, la banda anunció el título del disco y además publicó el tema por streaming en su página oficial. Sin embargo, al día siguiente se publicó como su único sencillo, pero solo a través de descarga digital en los medios ITunes y Amazon.

## Músicos
- Rob Halford: voz
- Glenn Tipton: guitarra eléctrica
- Richie Faulkner: guitarra eléctrica
- Ian Hill: bajo
- Scott Travis: bajo